# Köppenova klasifikacija klime
Wladimir Peter Köppen, Nijemac ruskog podrijetla klasificirao je klimu prema dva prevladavajuća klimatska elementa – temperaturi zraka i padalinama. 
Ova efektivna klasifikacija klime ima prednost što se temelji na točno određenim godišnjim i mjesečnim vrijednostima temperature i padalina. U područjima bliže ekvatoru važna je srednja temperatura najhladnijeg mjeseca, a u područjima bliže polovima srednja temperatura najtoplijeg mjeseca. Veliku ulogu u klasifikaciji klime ima i vegetacija.
Sve se klime svrstavaju u pet klimatskih razreda:
A. Tropske kišne klime
B. Suhe klime
C. Umjereno tople kišne klime
D. Snježno-šumske (ili borealne) klime
E. Snježne (ili polarne) klime
Klime B i E pretežno su kontinentske. Klime A, C, D su klime drveća.
Utjecaj kopna na klasifikaciju očituje se u:
- skretanju granica pojedinih klimatskih tipova (vidljivo u izolinijama)
- staničnoj raspodjeli područja nekih klimatskih tipova (B)
- klime D uopće ne postoje na maritimnoj južnoj hemisferi u višim geografskim širinama

Prvo se pišu oznake za padaline te onda oznake za temperaturu.

Oznake za padaline:
Za klime A, C i D: 
f – nema suše
s – sušno je ljeti
w – sušno je zimi
Za klimu B: 
S – stepske klime; između 250 i 550 mm padalina godišnje
W – pustinjske klime; manje od 250 mm padalina godišnje
Oznake za temperaturu:  
Za klime B:
h – vruće; srednja godišnja temperatura viša je od 18 °C
k – hladno; srednja godišnja temperatura niža je od 18 °C, ali je temperatura najtoplijeg mjeseca viša od 18 °C
k' – jako hladno; srednja godišnja temperatura i temperatura najtoplijeg mjeseca niže su od 18 °C
Za klime C i D: 
a – vruće ljeto; srednja temperatura najtoplijeg mjeseca viša je od 22 °C
b – toplo ljeto
c – svježe ljeto
Klimi D može se, pored a, b ili c, dodati i oznaka d – vrlo hladna zima.
Za klimu E: 
T – klima tundre; srednja temperatura najtoplijeg mjeseca je između 0 i 10 °C
F – klima vječnog mraza; sve su srednje mjesečne temperature negativne

## A. Tropske kišne klime
Srednje mjesečne temperature su iznad 18 °C. 
Obilježje ove klime je obilje padalina. Nema velikih godišnjih amplituda temperature.
Podrazredi tropske kišne klime jesu:
Af – Prašumska klima
Aw – Savanska klima
Am – Monsunska klima
As tip klime također postoji, ali ne na globalnim razmjerima. Ovaj je tip klime specifičan za mala područja na kojima reljef utječe na promjenu klime tj. na sušno razdoblje ljeti, a na vlažno zimi. Ne postoje posebne brojčane vrijednosti prema kojima bi se odredio ovaj tip klime.

### Af – Prašumska klima
Niti jedan mjesec nema manje od 60 mm padalina. Dnevne amplitude temperature veće su od godišnjih. Ova klima pogoduje razvoju tropskih kišnih šuma.

### Aw – Savanska klima
Ljeti je izrazito vlažno, a zimi izrazito suho razdoblje. Najmanje jedan zimski mjesec mora imati manje od 60 mm padalina. Vegetacija je oskudnija te prašumu zamjenjuje zajednica visokih trava (do 2 m) – savana.

### Am – Tropska monsunska klima
Prijelazni tip između prašumske i savanske klime, razmjerno je rijetka. Ne postoje posebne brojčane vrijednosti prema kojima bi se odredio ovaj tip klime. Karakterizira ju rast prašuma i džungli te izrazito jaka sezonska raspodjela kiše što uzrokuju sezonski vjetrovi – monsuni.

## B. Suhe klime
Bitno obilježje je stalni nedostatak vode, jer je količina vode koja ispari veća od količine padalina. Ove klime se određuju kombinacijom temperature i padalina. Što je veća temperatura, potrebna je veća količina padalina da klima ne bi bila suha.
Prvo se dijeli po vlažnosti na pustinjsku i stepsku klimu, a zatim prema temperaturi na vruću i hladnu klimu.

### BW – Pustinjske klime
Ove klime imaju manje od 250 mm padalina godišnje. Obilježavaju je velike dnevne amplitude temperature. Danju je temperatura oko 35 °C, a noću oko 10 °C.  Biljni život čine bodljikavo grmlje, višegodišnje trave i kaktusi.
BWh – Vruća pustinjska klima (Saharska klima)
Tu klimu imaju pustinje sa srednjom godišnjom temperaturom višom od 18 °C.
BWk – Hladna pustinjska klima
Tu klimu imaju pustinje sa srednjom godišnjom temperaturom nižom od 18 °C, ali je temperatura najtoplijeg mjeseca viša od 18 °C.

### BS – Stepske klime
Ove klime imaju između 250 i 550 mm padalina godišnje.
BSh – Vruća stepska klima
Područja s ovom klimom redovito, kao pojas opkoljavaju vruće pustinje, pa je ova klima predstavlja prijelaz između suhih (B) i vlažnih (C) klima. Kišu donose ciklone na polarnoj ili tropskoj fronti.
Područja vrućih stepa na Zemlji:
U Africi – stepe se nastavljaju na sjevernom i južnom rubu Sahare, te ih ima i u većem dijelu jugozapadne Afrike i na jugozapadnom Madagaskaru.
U Aziji – tom tipu pripadaju i stepe u južnom Iranu, Mezopotamiji, Siriji, Izraelu, Jordanu i sjeverozapadnoj Indiji. 
U Americi – Meksiko, jugozapad SAD-a i sjeverozapadna Argentina.
U Australiji – pojas vrućih stepa pruža se oko vruće pustinjske unutrašnjosti.
BSk – Hladna stepska klima
Područja s hladnom stepskom klimom okružuju hladne pustinje. Godišnje padne više padalina nego u vrućim stepama, a većina kiše padne ljeti. Hladni valovi s jakim vjetrom i snježnim mećavama česti su zimi.
Područja hladnih stepa na Zemlji:
U Euroaziji – najveće područje hladnih stepa proteže se od južne Ukrajine i donjeg Povolžja do sjeverne Kine, manja područja su u Turskoj, Španjolskoj, Afganistanu i Pakistanu.
U Americi – u Sjevernoj Americi nastaju u zavjetrini Anda i Stijenjaka.

## C. Umjereno tople kišne klime
Srednja temperatura najhladnijeg mjeseca nije niža od –3 °C, a najmanje jedan mjesec ima srednju temperaturu višu od 10 °C. Bitna karakteristika ovih klima je postojanje pravilnog ritma godišnjih doba jer se većinom nalaze u umjerenim pojasima. Nema neprekidno visokih ili neprekidno niskih temperatura, kao što ne postoje ni dugi periodi suše ni kišni periodi u kojima padne gotovo sva godišnja količina kiše. Ljeta su umjerena, a bliže ekvatoru topla, ali ne vruća u pravom smislu riječi. Zime su blage, a samo povremeno, pojavljuju se vrlo hladni vjetrovi.
Podrazredi umjereno toplih kišnih klima jesu:
Cf – Umjereno tople vlažne klime među kojima razlikujemo Cfa, Cfb i Cfc klimu
Cs – Sredozemne klime među kojima razlikujemo Csa i Csb klimu
Cw – Tople klime sa suhom klimom (Sinijske klime) među kojima razlikujemo Cwa i Cwb klimu

### Cf – Umjereno tople vlažne klime
Cfa – Umjereno topla vlažna klima s vrućim ljetom
Karakteristika je ove klime obilje padalina i njihova povoljna raspodjela tijekom godine (prosječno padne 750 – 1500 mm). Količina padalina raste prema ekvatoru i od zapada prema istoku. Ljeta su relativno topla, odnosno vruća, a veće su razlike između zimskih temperatura. Ova klima je povoljna za razvoj više bilja,a prevladavaju bjelogorične vrste.
Takva se klima pojavljuje:   
U Sjevernoj Americi od Floride do Nove Engleske, a na sjeveru do jezera Erie, što iznosi 1/3 površine SAD-a.
U Južnoj Americi od Bahie Blanke u Argentini preko Urugvaja i manjeg dijela Paragvaja do Sao Paula u Brazilu.
U Aziji u Kini, južno od gorja Tsinling, zatim u Južnoj Koreji i u većem dijelu Japana; planinska unutrašnjost indonezijskog otoka Bornea te Nove Gvineje.
Ovakvu klima ima i znatan dio istočne Australije, maleni prostor u južnoj Africi, zapadna obala Crnog mora i južna Bugarska, dolina Poa i donjeg toka Dunava te jugoistočni dio Panonske nizine.
Cfb – Umjereno topla vlažna klima s toplim ljetom
Naziva se i klima bukve. Najveći dio krajeva s ovom klimom nalazi se pod utjecajem ciklona koji dolaze s oceana i kreću se prema istoku, tako da raspodjela padalina u prostoru i vremenu najviše ovisi upravo o njima – obalni pojasevi imaju najviše padalina u zimskom dijelu godine, a u unutrašnjosti u toplom dijelu godine.
Takva se klima pojavljuje:
U Europi je najveće područje ove klime, od sjeverne Španjolske i sjeverne Grčke preko srednje i zapadne Europe do 63. paralele na obali zapadne Norveške. Zbog nepostojanja planina, ova klima prodire duboko u europsko kopno (do oko 28°E), a zahvaća Britansko otočje, zemlje Beneluksa, Dansku, Francusku, Njemačku, Poljsku, Češku, Slovačku, kontinentski dio Hrvatske i Bugarske, te manje dijelove Španjolske, Italije, južne Norveške i Švedske.
U Sjevernoj Americi uski obalni pojas od najsjeverozapadnijeg dijela države Washington do 58. paralele na Aljaski, gorje Appalachian, od jezera Erie do obala Nove Engleske i Long Islanda te na jugu do Sjeverne Karoline.
Na južnoj hemisferi ovu klimu nalazimo u istočnoj i jugoistočnoj Australiji (Tasmanija i Novi Zeland), u jugoistočnoj Africi i u Južnoj Americi.
Cfc – Umjereno topla vlažna klima sa svježim ljetom

## D. Snježno-šumske klime
Najhladniji mjesec ima temperaturu nižu od –3 °C, a temperatura najtoplijeg mjeseca viša je od 10 °C. Zime su duge i hladne, a ljeta mogu biti čak i vruća pa godišnja temperaturna amplituda može preći i 30 °C.

Oznake za temperaturu: 
a – srednja temperatura najtoplijeg mjeseca viša je od 22 °C
b – srednja temperatura najtoplijeg mjeseca niža je od 22 °C
c – samo 1 do 4 mjeseca imaju srednju temperaturu višu od 10 °C
d – najhladniji mjesec ima srednju temperaturu nižu od –38 °C

### Df – Vlažna borealna klima
Godišnje padne između 600 i 900 mm padalina. Najraširenija biljna zajednica je tajga.

### Dw – Suha borealna klima
Temperatura najhladnijeg mjeseca niža je od –38 °C. U ovoj klimi tajge prelaze u tundru. Najsuši mjesec ima manje od jedne desetine padalina najkišovitijeg mjeseca.

## E. Snježne klime
Klime koje nemaju ljeta. Razlikuje se hladno i manje hladno razdoblje. To je klima polarnih prostora i najviših planinskih vrhova.

### ET – Klima tundre
Srednja temperatura najtoplijeg mjeseca je između 0 °C i 10 °C. Zime su hladne, a ljeta maglovita. Prosječna godišnja količina padalina je oko 250 mm. Jedina vegetacija je tundra.

### EF – Klima vječnog mraza
To je najhladniji tip klime na Zemlji. Sve su srednje mjesečne temperature negativne. Prosječna godišnja količina padalina je oko 150 mm. Jedina padalina je snijeg.